# Isolepis hookeriana
Isolepis hookeriana är en halvgräsart som beskrevs av Johann Otto Boeckeler. Isolepis hookeriana ingår i släktet borstsävssläktet, och familjen halvgräs. Inga underarter finns listade i Catalogue of Life.